# Belojarszkij (Szverdlovszki terület)
Belojarszkij (orosz nyelven: Белоярский) városi jellegű település Oroszország európai részén, a Szverdlovszki területen. A Belojarszkiji járás székhelye.
Lakossága: 12 615 fő (a 2010. évi népszámláláskor).

## Elhelyezkedése
A Szverdlovszki terület dél részén, Jekatyerinburg területi székhelytől 45 km-re keletre, a Pisma jobb partján helyezkedik el. Vasútállomás a Transzszibériai vasútvonal Jekatyerinburg–Tyumeny közötti szakaszán. A város melletti északi elkerülőúton vezet az R351-es főút (oroszul: ). 

## Története
A települést (Belij Jar) egy orosz testvérpár alapította 1686-ban a baskírok lakta területen. 1695–1699 között helyén faerődöt építettek. 1700-tól kezdve a falut különböző uráli vaskohászati üzemeknek rendelték alá. Az ilyen falvak parasztjait előbb az üzemek építésére, majd az ottani gyári munkára kötelezték. A telepesek helyzetét súlyosbították a baskírok heves támadásai, akiket kiszorítottak ősi földjeikről. Az 1709–1710 közötti összecsapások különösen pusztítóak voltak.
A falut is érintő szibériai kocsiúton (Szibirszkij trakt) hivatalosan 1763-ban indult meg a forgalom. Tíz évvel később a Pugacsov-felkelésben sok belojarszkiji paraszt vett részt, elfoglalták a közeli Kamenszkij gyárat is (ma Kamenszk-Uralszkij), de 1774-ben vereséget szenvedtek. 1831-ben a falu közelében fedezték fel Oroszország egyetlen smaragd lelőhelyét, és a település élete mozgalmasabbá vált. 1885-ben megindult a vasúti közlekedés, a falu mellett vasútállomás létesült (Bazsenovo), ahonnnan az 1930-as években szárnyvonal épült a közeli azbesztbányászat és -feldolgozás központjába, Aszbesztbe. 
Belojarszkij 1937-ben lett járási székhely. Közelében a szovjet korszakban újabb nagy építkezés folyt: víztározó létesült a Pismán, és partján, Zarecsnijben 1958–1980 között felépült a Belojarszkiji Atomerőmű.